# 79 Ceti b
79 Ceti b ist ein Exoplanet, der den gelben Unterriesen 79 Ceti etwa alle 76 Tage umkreist. Auf Grund seiner hohen Masse wird angenommen, dass es sich um einen Gasplaneten handelt.

## Entdeckung
Der Planet wurde mit Hilfe der Radialgeschwindigkeitsmethode von Geoffrey Marcy et al. im Jahr 2000 entdeckt.

## Umlauf und Masse
Der Planet umkreist seinen Stern in einer Entfernung von ca. 0,35 Astronomischen Einheiten und hat eine Masse von mindestens 0,23 Jupitermassen.